# Younes Kaboul
Younes Kaboul (Saint-Julien-en-Genevois, 4 gennaio 1986) è un ex calciatore francese, di ruolo difensore.
Possiede anche il passaporto marocchino.

## Carriera

### Club

#### Auxerre
Ha iniziato la sua carriera professionistica all'età di 19 anni nell'Auxerre. Con i francesi ha vinto l'edizione 2004-2005 della Coppa di Francia ed ha potuto disputare la Coppa UEFA. Durante il mercato invernale del 2007, ha avuto contatti anche con l'Inter, ma ha preferito terminare la stagione in Francia.
Il 19 giugno 2007, il presidente dell'Auxerre ha confermato che il difensore era in trattativa col Tottenham.

#### Tottenham
Il 5 luglio 2007, Kaboul firma per il Tottenham, che ha vinto la concorrenza di Juventus, Roma, Chelsea ed Inter. Ha fatto il suo esordio in Premier League nella prima partita stagionale di campionato, persa 1-0 contro il Sunderland.
Nel 2008 passa al Portsmouth per poi ritornare al Tottenham una stagione e mezza dopo esattamente nel gennaio 2010.
Il 20 novembre 2010 durante la partita tra Arsenal e Tottenham segna la rete del 3-2 finale a 4 minuti dal termine e permette al Tottenham di vincere il 165º Derby di Londra.

#### Sunderland
Il 16 luglio 2015, dopo cinque anni passati al Tottenham, firma un contratto quadriennale con il Sunderland.

### Nazionale
Dopo aver rappresentato la Nazionale francese a livello giovanile, nel 2011 è entrato nel giro della Nazionale maggiore, segnando anche il suo primo gol in amichevole contro l'Ucraina.

## Statistiche

### Presenze e reti nei club
Statistiche aggiornate al 22 dicembre 2018.
| Stagione          | Squadra           | Campionato        | Campionato | Campionato | Coppe nazionali | Coppe nazionali | Coppe nazionali | Coppe continentali | Coppe continentali | Coppe continentali | Altre coppe | Altre coppe | Altre coppe | Totale | Totale |
| Stagione          | Squadra           | Comp              | Pres       | Reti       | Comp            | Pres            | Reti            | Comp               | Pres               | Reti               | Comp        | Pres        | Reti        | Pres   | Reti   |
| ----------------- | ----------------- | ----------------- | ---------- | ---------- | --------------- | --------------- | --------------- | ------------------ | ------------------ | ------------------ | ----------- | ----------- | ----------- | ------ | ------ |
| 2004-2005         | Auxerre           | L1                | 13         | 1          | CF+CdL          | 3+0             | 0               | CU                 | 3                  | 0                  | -           | -           | -           | 19     | 1      |
| 2005-2006         | Auxerre           | L1                | 9          | 0          | CF+CdL          | 0+0             | 0               | -                  | -                  | -                  | -           | -           | -           | 9      | 0      |
| 2006-2007         | Auxerre           | L1                | 31         | 2          | CF+CdL          | 0+1             | 0               | CI+CU              | 2+6                | 0                  | -           | -           | -           | 35     | 2      |
| Totale Auxerre    | Totale Auxerre    | Totale Auxerre    | 53         | 3          |                 | 4               | 0               |                    | 11                 | 0                  |             | -           | -           | 68     | 3      |
| 2007-2008         | Tottenham         | PL                | 21         | 3          | FACup+CdL       | 1+4             | 0               | CU                 | 3                  | 1                  | -           | -           | -           | 29     | 4      |
| 2008-2009         | Portsmouth        | PL                | 20         | 1          | FACup+CdL       | 2+1             | 0               | CU                 | 2                  | 1                  | -           | -           | -           | 25     | 2      |
| 2009-gen. 2010    | Portsmouth        | PL                | 19         | 3          | FACup+CdL       | 2+4             | 0               | -                  | -                  | -                  | -           | -           | -           | 25     | 3      |
| Totale Portsmouth | Totale Portsmouth | Totale Portsmouth | 39         | 4          |                 | 9               | 0               |                    | 2                  | 1                  |             | -           | -           | 50     | 5      |
| gen.-giu. 2010    | Tottenham         | PL                | 11         | 0          | FACup+CdL       | 0+0             | 0               | -                  | -                  | -                  | -           | -           | -           | 11     | 0      |
| 2010-2011         | Tottenham         | PL                | 21         | 1          | FACup+CdL       | 0+0             | 0               | UCL                | 3                  | 1                  | -           | -           | -           | 24     | 2      |
| 2011-2012         | Tottenham         | PL                | 33         | 1          | FACup+CdL       | 3+1             | 0               | UEL                | 4                  | 0                  | -           | -           | -           | 41     | 1      |
| 2012-2013         | Tottenham         | PL                | 1          | 0          | FACup+CdL       | 0+0             | 0               | UEL                | 0                  | 0                  | -           | -           | -           | 1      | 0      |
| 2013-2014         | Tottenham         | PL                | 13         | 1          | FACup+CdL       | 0+1             | 0               | UEL                | 6                  | 0                  | -           | -           | -           | 20     | 1      |
| 2014-2015         | Tottenham         | PL                | 11         | 0          | FACup+CdL       | 2+0             | 0               | UEL                | 2                  | 0                  | -           | -           | -           | 15     | 0      |
| Totale Tottenham  | Totale Tottenham  | Totale Tottenham  | 111        | 6          |                 | 12              | 0               |                    | 18                 | 2                  |             | -           | -           | 141    | 8      |
| 2015-2016         | Sunderland        | PL                | 23         | 0          | FACup+CdL       | 0+0             | 0               | -                  | -                  | -                  | -           | -           | -           | 23     | 0      |
| ago. 2016         | Sunderland        | PL                | 1          | 0          | FACup+CdL       | -               | -               | -                  | -                  | -                  | -           | -           | -           | 1      | 0      |
| Totale Sunderland | Totale Sunderland | Totale Sunderland | 24         | 0          |                 | 0               | 0               |                    | -                  | -                  |             | -           | -           | 24     | 0      |
| ago. 2016-2017    | Watford           | PL                | 22         | 2          | FACup+CdL       | 2+0             | 0               | -                  | -                  | -                  | -           | -           | -           | 24     | 2      |
| 2017-2018         | Watford           | PL                | 2          | 0          | FACup+CdL       | 0               | 0               | -                  | -                  | -                  | -           | -           | -           | 2      | 0      |
| Totale Watford    | Totale Watford    | Totale Watford    | 24         | 2          |                 | 2               | 0               |                    | -                  | -                  |             | -           | -           | 26     | 2      |
| Totale carriera   | Totale carriera   | Totale carriera   | 251        | 15         |                 | 27              | 0               |                    | 31                 | 3                  |             | -           | -           | 309    | 18     |

### Cronologia presenze e reti in nazionale
| Cronologia completa delle presenze e delle reti in nazionale ― Francia | Cronologia completa delle presenze e delle reti in nazionale ― Francia | Cronologia completa delle presenze e delle reti in nazionale ― Francia | Cronologia completa delle presenze e delle reti in nazionale ― Francia | Cronologia completa delle presenze e delle reti in nazionale ― Francia | Cronologia completa delle presenze e delle reti in nazionale ― Francia | Cronologia completa delle presenze e delle reti in nazionale ― Francia | Cronologia completa delle presenze e delle reti in nazionale ― Francia |
| Data                                                                   | Città                                                                  | In casa                                                                | Risultato                                                              | Ospiti                                                                 | Competizione                                                           | Reti                                                                   | Note                                                                   |
| ---------------------------------------------------------------------- | ---------------------------------------------------------------------- | ---------------------------------------------------------------------- | ---------------------------------------------------------------------- | ---------------------------------------------------------------------- | ---------------------------------------------------------------------- | ---------------------------------------------------------------------- | ---------------------------------------------------------------------- |
| 6-6-2011                                                               | Donec'k                                                                | Ucraina                                                                | 1 – 4                                                                  | Francia                                                                | Amichevole                                                             | 1                                                                      |                                                                        |
| 9-6-2011                                                               | Varsavia                                                               | Polonia                                                                | 0 – 1                                                                  | Francia                                                                | Amichevole                                                             | -                                                                      | 26’                                                                    |
| 10-8-2011                                                              | Montpellier                                                            | Francia                                                                | 1 – 1                                                                  | Cile                                                                   | Amichevole                                                             | -                                                                      |                                                                        |
| 2-9-2011                                                               | Tirana                                                                 | Albania                                                                | 1 – 2                                                                  | Francia                                                                | Qual. Euro 2012                                                        | -                                                                      |                                                                        |
| 7-10-2011                                                              | Saint-Denis                                                            | Francia                                                                | 3 – 0                                                                  | Albania                                                                | Qual. Euro 2012                                                        | -                                                                      |                                                                        |
| Totale                                                                 |                                                                        | Presenze                                                               | 5                                                                      |                                                                        | Reti                                                                   | 1                                                                      |                                                                        |

## Palmarès

### Club

#### Competizioni nazionali
- Coppa di Francia: 1

Auxerre: 2004-2005
- Coppa di Lega inglese: 1

Tottenham: 2007-2008

### Nazionale
- Campionato d'Europa Under-19: 1

2005